# 科漢 (韋爾霍維納區)

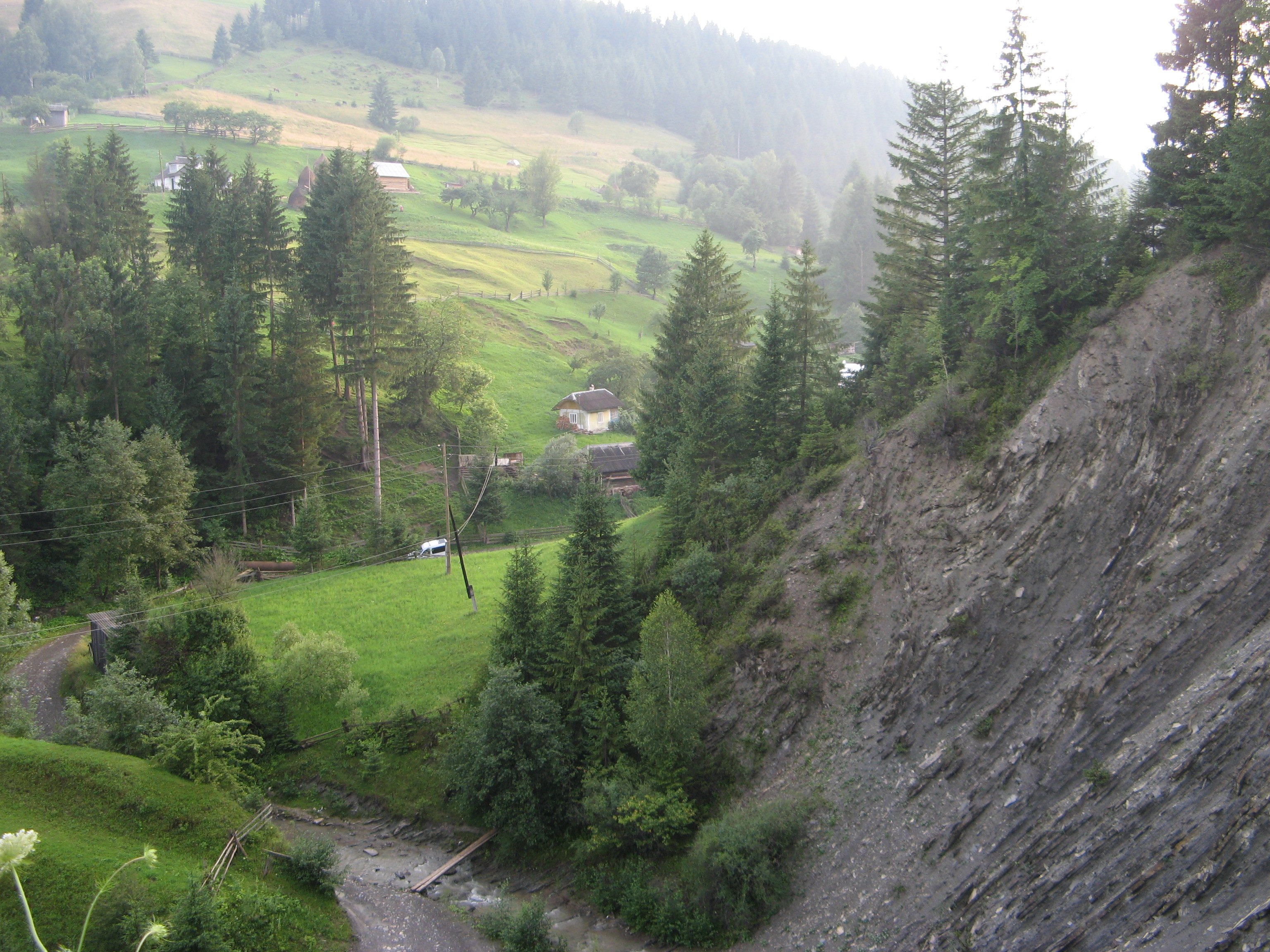

科漢（烏克蘭語：Кохан），是烏克蘭的村落，位於該國西部伊萬諾-弗蘭科夫斯克州，由韋爾霍維納區負責管轄，面積0.4平方公里，2001年人口147，人口密度每平方公里367.5人。
48°4′59″N 24°56′57″E / 48.08306°N 24.94917°E